# Andréi Beloúsov
Andréi Rémovich Beloúsov (Moscú, 17 de marzo de 1959) es un economista y político ruso que se desempeña como ministro de Defensa desde mayo de 2024, en reemplazo del general Serguéi Shoigú. 
Anteriormente se desempeñó como vice primer ministro de Rusia desde enero de 2020 hasta mayo de 2024; fue asistente económico del presidente de Rusia y ministro de Desarrollo Económico.

## Biografía
Nació en Moscú el 17 de marzo de 1959. Estudió economía en la Universidad Estatal de Moscú y se graduó con honores en 1981.

## Carrera
De 1981 a 1986, fue investigador en prácticas y luego investigador júnior en el laboratorio de simulación de sistemas hombre-máquina del Instituto Central de Matemáticas Económicas. De 1991 a 2006 fue jefe de laboratorio del Instituto de Previsión Económica de la Academia de Ciencias de Rusia. Fue asesor externo del primer ministro de 2000 a 2006.

### Funcionario federal (2006-2013)
Beloúsov sirvió como viceministro de desarrollo económico y comercio durante dos años, de 2006 a 2008.
De 2008 a 2012 fue director del departamento económico y de finanzas de la oficina del primer ministro ruso.
Tiene el rango de consejero de Estado Activo de primera clase de la Federación de Rusia en el servicio civil estatal federal. 
El 21 de mayo de 2012, fue nombrado ministro de Desarrollo Económico del gabinete encabezado por el primer ministro Dmitri Medvédev. Beloúsov sucedió a Elvira Nabiúllina como ministra de Desarrollo Económico.

### Funcionario presidencial (2013-2020)
El 24 de junio de 2013, fue nombrado asistente presidencial de Putin en Asuntos Económicos.

### Primer vice primer ministro de Rusia (2020-2024)
El 21 de enero de 2020, fue nombrado primer vice primer ministro de Rusia en el gabinete de Mijaíl Mishustin.Del 30 de abril al 19 de mayo de 2020, fue nombrado por Vladímir Putin como primer ministro interino de Rusia, en sustitución temporal de Mijaíl Mishustin, después de que a este último le diagnosticaran coronavirus. Según Politico, es un posible sucesor de Putin.
En 2022, la Unión Europea impuso sanciones a Beloúsov en relación con la invasión rusa de Ucrania en 2022, seguida de Estados Unidos, Japón, y Nueva Zelanda. 

### Ministro de Defensa (2024-)
El 12 de mayo de 2024, el presidente Putin lo nombró como ministro de Defensa, en sustitución de Serguéi Shoigú, a partir del 14 de mayo de 2024.